# Sotsträckspindel
Sotsträckspindel (Tetragnatha nigrita) är en spindelart som beskrevs av Adolf Lendl 1886. Sotsträckspindel ingår i släktet sträckkäkspindlar, och familjen käkspindlar. Arten är reproducerande i Sverige. Inga underarter finns listade i Catalogue of Life.